# جامع اللطيفية الكبير
جامع اللطيفية الكبير من مساجد العراق القديمة التي شيدت في عام 1377 هـ/1958م، في نهاية عهد المملكة العراقية، ويقع في منطقة اللطيفية، وهي ناحية تابعة لقضاء المحمودية، وتقع 35 كم جنوب العاصمة بغداد، وبني الجامع على نفقة أهل المنطقة من الميسورين والمحسنين، وتبلغ مساحته حوالي 1000م2، ويستوعب الحرم ما يقارب 340 مصلِّ، ويحتوي الجامع على دار سكن للأمام والخطيب ومدرسة دينية ملحقة به لتعليم القرآن والعلوم الشرعية الإسلامية، كما تقام فيه دورات خاصة في الصيف لتحفيظ القرآن، ويبلغ عدد المصلين في صلاة المغرب والعشاء حوالي 30 مصلِّ، وفي صلاة الجمعة يصل العدد إلى 350 مصلِّ، يحتوي الجامع على برج مئذنة مصنوع من الحديد.